# Marbre noir de Louverné
Le marbre noir de Louverné est une variété de marbre extrait à Louverné près de Laval utilisée pour les objets ou les monuments. Il s'agit d'un marbre d'aspect variable qui évolue du gris au noir parcouru avec des taches blanches de calcite. On trouve ce marbre par exemple sur des commodes à partir du règne de Louis XVI, jusqu'à Louis-Philippe Ier.

## Histoire
Il était extrait d'une carrière : 
- Barbé[3]

## Note
1. ↑  Daniel Oehlert, Notes géologiques sur le département de la Mayenne, p. 76
2. ↑  Daniel Oehlert, Notes géologiques sur le département de la Mayenne, p. 77
3. ↑  Situé au sud du bourg de Louverné, à 4 kilomètres de la Mayenne.